# Мария Янчевска
Мария Александровна Ячевска  (от руски Мария Александровна Янчевская) е руска медицинска сестра. Участник в Руско-турската война (1877-1878).

## Биография
Мария Янчевска е родена през 1852 г. в Русия в семейството на действителен таен статски съветник. На деветнадесет годишна възраст започва работа като медицинска сестра във военна болница.
Участва в Руско-турската война (1877-1878) като доброволец в Действащата руска армия на Балканския полуостров. Служи като медицинска сестра в отряда на принцеса Евгения Максимилианова Лейхтенбергска. Участва в лечението на ранени руски войници във военни болници в Румъния и България. Прехвърлена е във военните лазарети, обслужващи частите на Западния отряд при втората и третата атака на Плевен. Преместена е в 48-а военна болница в град Бяла. Тук заболява от остра форма на петнист тиф заедно с медицинските сестри Мария Неелова и Юлия Вревска.
Умира на 19 януари 1878 г. Тялото на починалата е изпратено с почести от Международния червен кръст и полумесец в Санкт Петербург. Погребана е във Волховското гробище на 6 февруари 1878 г.